# تنصيب باراك أوباما الثاني
كان القسم الرئاسي الثاني لباراك أوباما كرئيس للولايات المتحدة الأمريكية القسم رقم 57، وشيد بداية الفترة الرئاسية الثانية والأخيرة لباراك أوباما كرئيس وجو بايدن كنائب للرئيس. أقيم حفل أداء اليمين يوم الأحد 20 يناير 2013، في القاعة الزرقاء في البيت الأبيض. وأقيم حفل القسم الرئاسي يوم الاثنين 21 يناير 2013 في الجبهة الغربية من مبنى الكابيتول في العاصمة واشنطن.
كان موضوع القسم الرئاسي «الإيمان بمستقبل أمريكا»، عبارة تستند إلى الذكرى الـ150 لإعلان تحرير أبراهام لينكولن وإكمال قبة الكابيتول في عام 1863. وشدد الموضوع أيضًا على «المثابرة والوحدة» الولايات المتحدة وردد عبارة «إلى الأمام» التي استُخدمت في الأشهر الأخيرة من حملة إعادة انتخاب أوباما. تضمنت مناسبات حفلة تنصيب الرئيس التي أقيمت في واشنطن منذ 19 حتى 21 يناير 2013 الحفلات الموسيقية واليوم الوطني لخدمة المجتمع في يوم مارتن لوثر كينغ وحفل أداء اليمين والغداء والاستعراض وحفلات تنصيب الرئيس الراقصة وأداء صلوات دينية مشتركة. حُلّف أوباما اليمين الرئاسية خلال حفل أداء اليمين في 20 و21 يناير 2013 من قبل رئيس المحكمة العليا للولايات المتحدة جون جي. روبيرتس.
في خطابه للقسم الرئاسي الثاني، أعلن أوباما أنه «في حين أن الحرية هبة من الله، ينبغي على شعبه أن يحافظ عليها هنا على الأرض». ودعى إلى تمرير قوانين لمكافحة التغير المناخي في الولايات المتحدة وإصدار قانون إصلاح الهجرة والسيطرة على الأسلحة. وذكر أوباما أنه ثمة حاجة إلى تقدم أكبر في مجال حقوق الإنسان والحقوق المدنية «بما في ذلك حقوق الأقليات العرقية وحقوق المرأة وحقوق المثليين». وتعهد بتعزيز الديمقراطية في الخارج وذكر أنه ينبغي على الولايات المتحدة أن تكون «مصدر أمل للفقراء والمرضى والمهمشين وضحايا التحيز» في أنحاء العالم. إضافة إلى ذلك، تعهد الرئيس بالحفاظ على قوة التحالفات القائمة وشدد على الانتعاش الاقتصادي ونهاية الحروب وذكر أن «ما من أمة تمتلك نصيبًا أكبر من عالم مسالم أكثر من الأمة الأقوى». أثناء الخطاب، ربط أوباما بين مؤتمر سينيكا فولز ومسيرات سلمى إلى مونتغمري وأعمال شغب ستونوول.
حضر القسم الرئاسي ما يقارب مليون شخص وشاهده ملايين آخرون من جميع أنحاء العالم.

## التخطيط
وُضعت خطط القسم الرئاسي بصورة رئيسية من قبل لجنتين: لجنة مجلس الشيوخ المشتركة لاحتفالات تنصيب الرئيس ولجنة تنصيب الرئيس لعام 2013. بدأت اللجنة ببناء منصة تنصيب الرئيس في 20 سبتمبر 2012.

### لجنة مجلس الشيوخ المشتركة
وُضعت خطط حفل أداء اليمين وغداء القسم الرئاسي للرئيس أوباما ونائب الرئيس جو بايدن من قبل لجنة مجلس الشيوخ المشتركة لاحتفالات تنصيب الرئيس، وهي لجنة تتألف من عضو مجلس الشيوخ السيناتور تشارلز شومر من نيويورك ورئيس اللجنة لامار أليكساندر من تينيسي وهاري ريد من نيفادا وممثلي الولايات المتحدة جون بوينر من أوهايو إيريك كانتور من فرجينيا ونانسي بيلوسي من كاليفورنيا. أشرفت على اللجنة لجنة القوانين والإدارة في مجلس الشيوخ الأمريكي.
نُسق الدعم العسكري للقسم الرئاسي الـ57 من قبل قوة مهام مشتركة لمنطقة العاصمة الوطنية التي وفرت وحدات موسيقية عسكرية وفرقة موسيقية وحرس الألوان وفرقة النيران وبطاريات مدفعية.
في 7 يناير 2013 اختير لويس جيغليو لتقديم المباركة في الحفل. قبل جيغليو بذلك في بداية الأمر، إلا أنه انسحب بعد ذلك ردًا على جدل حول خطبة في أواسط التسعينيات دعى فيها المسيحيين إلى محاربة «جدول الأعمال العدائي» لحركة حقوق المثليين. أعلن استبدال جيغليو بالأب لوي ليون، قس كنيسة القديس يوحنا قرب البيت الأبيض، في 15 يناير.
قامت بالتضرع ميرلي إيفيرز ويليامز، أرملة الناشط في الحقوق المدنية ميدغار إيفيرز.
في 8 يناير 2013، سُمي ريتشارد بلانكو شاعر حفلة تنصيب الرئيس لقسم باراك أوباما الرئاسي الثاني، ليكون خامس شخص يؤدي هذا الدور. وهو أول مهاجر، اللاتيني الأول والمثلي الأول، وأصغر شخص يكون شاعر القسم الرئاسي.

### لجنة تنصيب الرئيس
نظمت لجنة تنصيب الرئيس لعام 2013 العديد من المناسبات الأخرى المتعلقة بالقسم الرئاسي بتوجيه من رئيس الولايات المتحدة ونائب الرئيس، مثل الحفلات الموسيقية والاستعراض والحفلات الراقصة وإقامة الصلوات. كان الرؤساء المشاركون في اللجنة الرؤساء السابقين جيمي كارتر وجورج إتش. دبليو. بوش وبيل كلينتون وجورج دبليو. بوش إضافة إلى السفير ماثيو بارزون وإيفا لونغوريا وجين ستيتسون وفرانك وايت. وتولى جيم ميسينا أعمالًا أخرى، إذ أشرف على استعراض تنصيب الرئيس، وستيفاني كتر وجينيفر أومالي ديلون وجوليانا سموت وروفوس جيفورد وباتريك غاسبارد.

## أحداث سبقت تنصيب الرئيس

### القسم الرئاسي الخاص بالأطفال: «أولادنا، مستقبلنا».
في مساء يوم 19 يناير 2013 استضافت ميشيل أوباما وجيل بايدن القسم الرئاسي الخاص بالأطفال: احتفال «أولادنا، مستقبلنا» في مركز مؤتمرات واشنطن في واشنطن. كرمت كاتي بيري وأشر أعضاء فريق غلي الأسر العسكرية في حفل موسيقي. ومن بين المشاركين المشاهير الآخرين مايندليس بيهيفيور وفار إيست موفممنت ونيك كانون، الذي شغل مدير المراسم. تماشيًا مع موضوع الاحتفال لذلك اليوم، أصدرت ميشيل أوباما دعوةً للأطفال للانخراط في الخدمة العامة من خلال التطوع في ملاجئ المشردين أو زياة كبار السن أو كتابة رسائل إلى القوات الأمريكية.

## فعاليات القسم الرئاسي

### مراسم أداء اليمين
منذ عام 1937، انتهت ولاية الرئيس ونائب الرئيس التي تبلغ مدتها 4 سنوات وبدأت ظهرًا في 20 يناير على النحو المنصوص عليه في التعديل العشرين لدستور الولايات المتحدة. ونظرًا إلى أن تاريخ 20 يناير 2013 كان يصادف يوم أحد، أدى كل من أوباما وبايدن اليمين رسميًا بشكل منعزل، ومرة أخرى في اليوم التالي في حفل عام. كانت تلك المرة السابعة منذ بدء ولاية جيمس مونرو الثانية في منصبه، في عام 1821، التي يؤدى فيها قسم اليمين رسميًا في حفل خاص يوم الأحد. أشرف رئيس القضاة جون روبيرتس على يمين منصب الرئيس في 20 يناير في القاعة الزرقاء في البيت الأبيض. وأشرفت القاضية المعاونة سونيا سوتومايور على اليمين لنائب الرئيس في نفس التاريخ في دائرة المرصد رقم 1، مكان الإقامة الرسمي لنائب الرئيس. أثناء أدائه لليمين، كانت يد بايدن تستند إلى الكتاب المقدس الذي كان لدى عائلته منذ عام 1893 والذي استخدمه في كل مراسم أداء اليمين منذ دخوله مجلس الشيوخ الأمريكي في عام 1973. استخدم أوباما كتابًا مقدسًا كانت ملكًا لعائلة السيدة الأولى ميشيل أوباما حين أدى يمين القسم.
كانت تلك المرة الثالثة فقط في التاريخ التي أدى فيها نائب الرئيس اليمين خارج أراضي الكابيتول، بعد ويليام كينغ في ماتانزاس، كوبا في عام 1853 وهاري إس. ترومان في البيت الأبيض في عام 1945.
القسم الرئاسي العام: «الإيمان بمستقبل أمريكا»
أقيم الحفل العام للقسم الرئاسي في الجبهة الغربية في مبنى الكابيتول الأمريكي في 21 يناير 2013. افتتح الحفل مع عزف موسيقى مسجَّلة وأداء مباشر لجوقة الصف الخامس من المدرسة العامة، وتلتها فرقة مشاة البحرية الأمريكية الخاصة بالرئيس. كان عضو مجلس الشيوخ السيناتور تشارلز شومر، رئيس لجنة الكونغرس المشتركة لاحتفالات القسم الرئاسي، يشغل دور مدير المراسم لذلك اليوم.